# Dialeucias variegata
Dialeucias variegata là một loài bướm đêm thuộc phân họ Arctiinae, họ Erebidae.